# Optisk axel

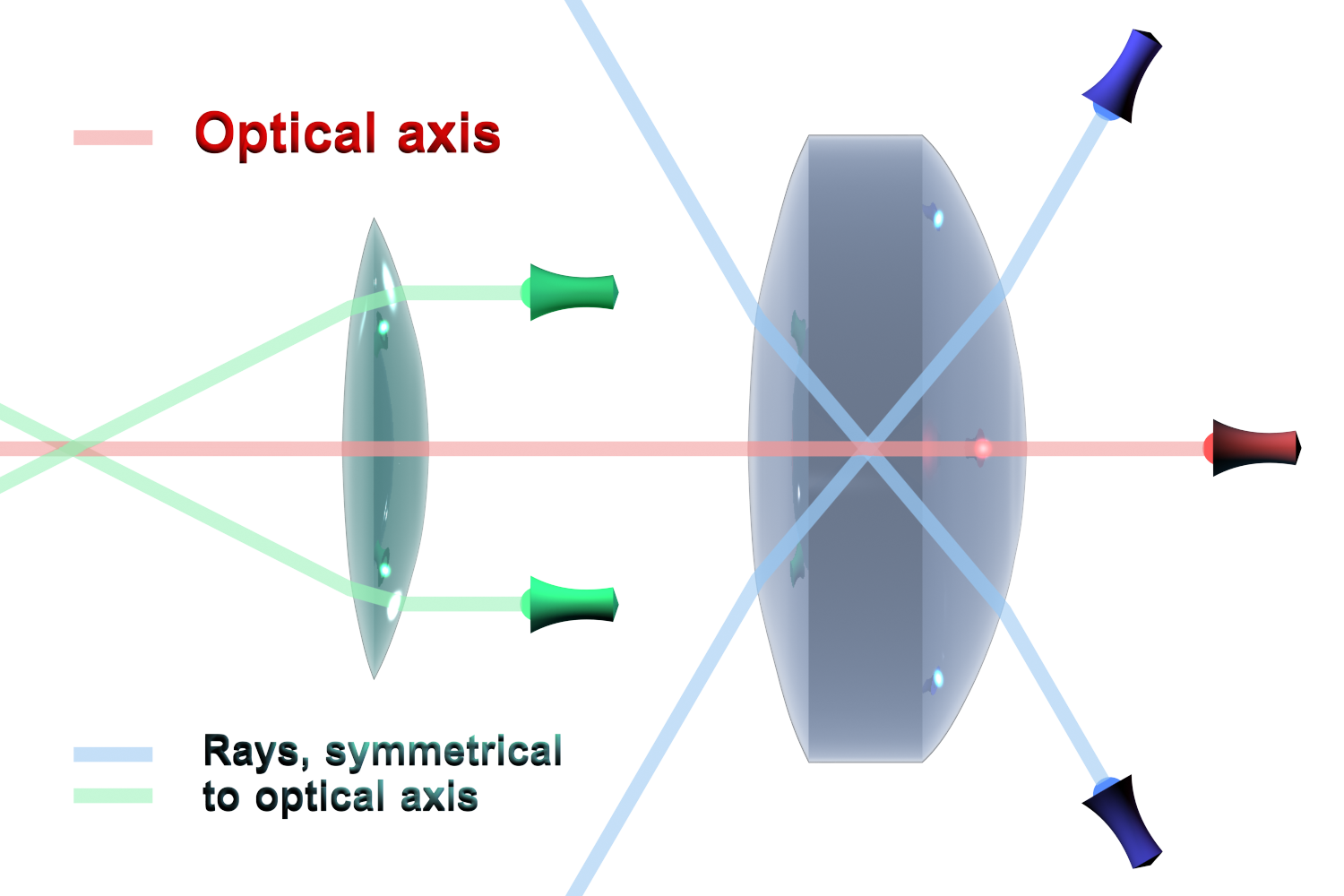
Den optiska axeln visas med en röd linje.

En optisk axel är en linje omkring vilken det råder någon grad av rotationssymmetri i ett optiskt system, till exempel en kameralins eller ett mikroskop.
Den optiska axeln är en tänkt linje som definierar den väg längs vilken ljus passerar genom systemet. För ett system som består av enkla linser och speglar passerar axeln genom alla de krökta ytornas centra och sammanfaller med rotations-symmetri-axeln. 
för en optisk fiber ligger den optiska axeln i fiberkärnans centrum. 